# Flickingeria ritaeana
Flickingeria ritaeana là một loài thực vật có hoa trong họ Lan. Loài này được (King & Pantl.) A.D.Hawkes mô tả khoa học đầu tiên năm 1965.